# Koningsstern
De koningsstern (Thalasseus maximus) is een zeevogel uit de familie van de meeuwen (Laridae) en de geslachtengroep sterns (Sternini).

## Kenmerken
De vogel is 42 tot 49 cm lang en heeft een spanwijdte van 86 tot 92 cm. De vogel zit qua grootte tussen het formaat van de reuzenstern en de Bengaalse stern. Hij verschilt van de Bengaalse stern door een groter formaat. De vogel heeft een lange en diepgevorkte staart die vanboven wit is (bij de Bengaalse stern is dit grijs). De oranje snavel is forser dan die van de Bengaalse stern. De reuzenstern is nog groter, heeft een rode snavel met een zwarte punt en heeft een kortere en minder diep gevorkte staart. Het voorhoofd heeft een witte kleur, die tijdens het broedseizoen verdwijnt, waarvoor een typische zwarte kap met kuifje in de plaats komt.

## Verspreiding en leefgebied
De soort telde twee ondersoorten:
- T. m. maximus: van zuidelijk Californië tot Peru, van Florida en West-Indië tot Argentinië.
- T. m. albididorsalis: van Mauritanië tot Guinee. Deze ondersoort is afgesplitst als aparte soort: Afrikaanse koningsstern.

De vogel broedt op ontoegankelijke plekken zoals verlaten zandstranden, eilanden en koraalriffen waar geen roofdieren kunnen komen en waar weinig vegetatie is. Buiten de broedtijd foerageren zij langs kusten, hoogstens 100 meter ver de zee op, maar ook in riviermondingen en havens en langs brede rivieren soms korte afstanden landinwaarts. Het voedsel is kleine vis (3 tot 18 cm), pijlinktvis, garnalen en krabben.

## Status
De grootte van de wereldpopulatie is niet gekwantificeerd. Men veronderstelt dat de soort nu in aantal stabiel is. Om deze redenen staat de koningsstern als niet bedreigd op de Rode Lijst van de IUCN. In de vorige eeuw kreeg de populatie die aan de kust van Californië broedde een gevoelige klap doordat het stapelvoedsel (ansjovissen) door overbevissing verdween. Verder wordt de vogel potentieel bedreigd door ophoping van pesticiden in de voedselketen.